# Abdel Amari
Abdel Amari (in arabo عبد الحميد السعودي‎?; 24 agosto 1984) è un ex calciatore sudanese, di ruolo attaccante.

## Carriera

### Club
Ha sempre giocato nel campionato sudanese.

### Nazionale
Con la Nazionale ha partecipato alla Coppa d'Africa 2008.